# Красин (остров)
Кра́син — остров архипелага Норденшёльда. Административно относится к Таймырскому району Красноярского края России.

## Расположение
Расположен в центральной части архипелага. Входит в состав островов Цивольки, являясь самым восточным островом группы. С севера, запада и юго-запада окружён другими островами группы: Укромный, Витте, Ковалевского, Брандвахта, Саввы Лошкина (за проливом Мелким), Ледокол и Октябрь. Восточнее лежат острова Пахтусова: Добрыня Никитич, Трувор и Силач, а юго-восточнее, за проливом Радзеевского — острова Вилькицкого: Новый и Чабак.

## Описание
Имеет вытянутую с запада на восток форму с двумя выдающимися на север полуостровами в средней и восточной частях. Длина острова составляет около 15 километров, ширина — до 9,5 километра в самой широкой, восточной части.
Бо́льшую часть острова занимают невысокие пологие скалы высотой 20-58 метров. Наивысшая точка острова — 58 метров, лежит в его западной части. Склоны скал и прибрежные участки острова покрыты каменистыми россыпями. С возвышенностей к побережью острова сбегает несколько мелких непостоянных (промерзающих зимой) безымянных ручьёв. У самого побережья острова в его восточной части лежит два небольших горько-солёных озера лагунного происхождения.
Берега острова по большей части пологие, лишь на севере расположены небольшие беспляжные обрывы. Редкая растительность представлена мохово-лишайниковыми сообществами и короткой жёсткой травой. На северной возвышенности установлен геодезический пункт.

## Прочие факты
Остров назван в 1939 году в честь ледокола «Красин», названного в свою очередь в честь советского политического деятеля Леонида Борисовича Красина.